# Куритибанус (микрорегион)

Куритибанус на карте.

Куритибанус (порт. Microrregião de Curitibanos) — микрорегион в Бразилии, входит в штат Санта-Катарина. Составная часть мезорегиона Серрана. 
Население составляет 	122 626	 человек (на 2010 год). Площадь — 	6 598,699	 км². Плотность населения — 	18,58	 чел./км².

## Демография
Согласно сведениям, собранным в ходе переписи 2010 г. Национальным институтом географии и статистики (IBGE), население микрорегиона составляет:						
| Полное население                             | Полное население                             | Полное население                             | Полное население                             | 122 626 |
| -------------------------------------------- | -------------------------------------------- | -------------------------------------------- | -------------------------------------------- | ------- |
| в том числе:                                 | Городское население                          | 99 324                                       | Процент городского населения, %              | 81,00   |
|                                              | Сельское население                           | 23 302                                       | Процент сельского населения, %               | 19,00   |
|                                              | Мужское население                            | 61 420                                       | Процент мужского населения, %                | 50,09   |
|                                              | Женское население                            | 61 206                                       | Процент женского населения, %                | 49,91   |
| Плотность населения, чел/км²                 | Плотность населения, чел/км²                 | Плотность населения, чел/км²                 | Плотность населения, чел/км²                 | 18,58   |
| Население микрорегиона в % к населению штата | Население микрорегиона в % к населению штата | Население микрорегиона в % к населению штата | Население микрорегиона в % к населению штата | 1,96    |

## Статистика
- Валовой внутренний продукт на 2003 составляет 1 201 144 746,00 реалов (данные: Бразильский институт географии и статистики).
- Валовой внутренний продукт на душу населения на 2003 составляет 10 038,61 реалов (данные: Бразильский институт географии и статистики).
- Индекс развития человеческого потенциала на 2000 составляет 0,766 (данные: Программа развития ООН).

## Состав микрорегиона
В составе микрорегиона включены следующие муниципалитеты:
1. Абдон-Батиста
2. Брунополис
3. Кампус-Новус
4. Куритибанус
5. Фрей-Рожериу
6. Монти-Карлу
7. Понти-Алта
8. Понти-Алта-ду-Норти
9. Санта-Сесилия
10. Сан-Кристован-ду-Сул
11. Варжен
12. Зортеа